# Catechismo di Heidelberg
Il Catechismo di Heidelberg è un manuale di istruzione di dottrina cristiana che, sotto forma di domande e risposte, suddivise per ogni domenica dell'anno, si propone di trasmettere gli insegnamenti fondamentali della fede cristiana nella prospettiva calvinista. Tradotto oggi in molte lingue, è considerato non solo uno dei catechismi più influenti prodotti dal Protestantesimo, ma una delle principali confessioni di fede delle Chiese riformate incluse nelle Tre formule di unità. L'influenza di questo catechismo si estende fino ad ispirare i Canoni di Westminster servendo come base per il suo Catechismo abbreviato.

## Storia del documento
Il principe elettore Federico III, sovrano del Palatinato, in Germania dal 1559 al 1576, incarica Zaccaria Ursino e Caspar Oleviano di scrivere un catechismo calvinista basato sui contributi dei principali studiosi e teologi riformati del tempo. Uno dei suoi fini principali è quello di contestare il Cattolicesimo sulla base dell'insegnamento biblico. Ulteriore sua finalità è quella di trovare una base comune fra Calvinismo e Luteranesimo.
Il Sinodo di Heidelberg approva questo catechismo nel 1563. In Olanda, il Sinodo di Dordrecht lo approva come una delle Tre formule di unità che tutti i ministri di culto e responsabili di chiesa devono sottoscrivere. Ai predicatori è fatto pure obbligo di predicarne ogni domenica una sezione per promuovere la conoscenza teologica della popolazione. In molte Chiese riformate questa rimane a tutt'oggi una consuetudine prima del culto domenicale o al suo interno.

## Struttura
Il Catechismo di Heidelberg è diviso in 52 sezioni, destinate ad essere insegnate ogni domenica dell'anno. Nella sua forma attuale, il catechismo consiste di 129 domande e risposte suddivise in tre sezioni:
- la miseria morale dell'uomo (il peccato e le sue conseguenze), "la grandezza del mio peccato e della mia miseria";
- la redenzione dell'uomo (in che modo Dio provvede in Cristo la salvezza; "come sono redento da tutti i miei peccati e dalla mia miseria";
- la gratitudine dell'uomo salvato (in che modo chi è stato fatto oggetto della grazia della salvezza può dimostrarsene riconoscente a Dio); "come debbo essere grato a Dio di questa redenzione".

La domanda e la risposta alla prima domanda di questo catechismo sono diventate famose.
"In che consiste la tua unica consolazione In vita e in morte? Nel fatto che col corpo e con l'anima, in vita e in morte, non sono più mio, ma appartengo ai mio fedele Salvatore Gesù Cristo, il quale col suo prezioso sangue ha pienamente pagato il prezzo di tutti i miei peccati e mi ha redento da ogni potere del diavolo; e mi preserva così che neppure un capello può cadermi dal capo senza la volontà del Padre mio che è nel cielo; ed anzi ogni cosa deve cooperare alla mia salvezza. Pertanto. per mezzo del suo santo Spirito egli mi assicura anche la vita eterna e mi rende di tutto cuore volenteroso e pronto a vivere d'ora innanzi per lui".